# 254-мм железнодорожная артиллерийская установка ТМ-8
ТМ-8 — сверхтяжёлая железнодорожная артиллерийская система.

## История создания
В конце 1916 года командование русской армии решило воспользоваться французским опытом и усилить тяжёлую полевую артиллерию дальнобойными береговыми орудиями, установленными на железнодорожных платформах-транспортерах.
Начальник Артиллерийского конструкторского бюро Металлического завода А. Г. Дукельский выбрал в качестве прототипа французскую 240-мм железнодорожную установку. 254-мм орудия длиной 45 калибров были взяты из числа изготовленных в своё время в запас. В тяжёлых условиях военного времени и февральских событий Металлический завод смог к лету 1917 года закончить изготовление первого транспортера. В июле 1917 года он был испытан стрельбой на морском полигоне, а в начале августа — прошёл испытания и второй. Эти установки могли стрелять лишь вдоль пути с поворотом 2°. Предельный угол возвышения составлял 35°. Для разгрузки рессор при стрельбе к рельсам пути винтовыми домкратами прижимались два упора, и кроме того для уменьшения отката имелись захваты на рельсы.

## История службы
15 августа 1917 года были сформированы 1-я и 2-я отдельные Морские Тяжёлые батареи, которым придали штат военного времени. Каждая батарея включала в себя постоянный и временный составы.
Однако принять участие в боевых действиях русские железнодорожные батареи не успели, и впоследствии 254-мм станки с орудиями заменили установками Металлического завода для 203-мм орудий 50 калибров длиной.
Первые русские транспортеры, как и все установки такого типа, имели ряд серьёзных недостатков и значительно уступали лучшим образцам.